# Raman Sundrum
Raman Sundrum (Madrás, India, 1964) es un físico de partículas teórico indio-estadounidense. Es conocido por su contribución a los llamados modelos de Randall-Sundrum, publicados por primera vez en 1999 junto con Lisa Randall. Es profesor distinguido en la Universidad de Maryland y director del Centro de Física Fundamental de Maryland.

## Biografía
Sundrum realizó sus estudios de grado en la Universidad de Sídney, y obtuvo su doctorado en la Universidad Yale en 1990. Fue profesor en el Departamento de Física y Astronomía de la Universidad Johns Hopkins. En 2010, se trasladó a la Universidad de Maryland. Su investigación se enmarca en la física de partículas teórica y se centra en los mecanismos teóricos e implicaciones observables de las dimensiones adicionales del espacio-tiempo, en supersimetría y en dinámica fuertemente acoplada.
De acuerdo a  Scientific American, estaba considerando abandonar la física por las finanzas cuando comenzó su colaboración con Lisa Randall para el estudio de las branas, dominios y franjas de varias dimensiones espaciales dentro de un espacio de dimensión espacial mayor. Los resultados de esta colaboración fueron los artículos conocidos como RS-1 y RS-2, los modelos de Randall-Sundrum.